# Natalija Mytrjuk
Natalija Ivanivna Mytrjuk ukrainska: Наталія Іванівна Митрюк; ryska: Natalja Mitrjuk), född den 26 november 1959 i Chust, Ukrainska SSR, Sovjetunionen (nu Ukraina), är en ukrainsk sovjetisk före detta handbollsspelare.
Hon tog OS-brons i damernas turnering i samband med de olympiska handbollstävlingarna 1988 i Seoul.